# La seduzione
La seduzione (lanzada internacionalmente como Seduction; en español, La seducción) es una película italiana de los géneros drama y erótico, estrenada en 1973 y dirigida por Fernando Di Leo. El largometraje está basado en la novela Graziella de Ercole Patti. Originalmente, el personaje de Graziella fue concebido para que lo interpretase Ornella Muti, pero finalmente se la descartó al considerársela demasiado atractiva para el papel.
La música fue compuesta por Luis Bacalov.
En el momento de su estreno, los periódicos informaron ampliamente de que un hombre había muerto de un infarto mientras veía la película.

## Reparto
- Lisa Gastoni: Caterina
- Maurice Ronet: Giuseppe
- Jenny Tamburi: Graziella
- Pino Caruso: Alfredo
- Barbara Marzano: Rosina